# Universidade do Estado de Minas Gerais
La Universitat Estatal de Minas Gerais (Universidade do Estado de Minas Gerais, UEMG) és una institució pública d'educació superior al Brasil, amb seu a la ciutat de Belo Horizonte, Minas Gerais.
Els seus orígens es relacionen amb l'Escola Normal Modelo del 1906 i l'Escola de Aperfeiçoamento del 1928.
En l'actualitat, la universitat compta amb 17 cursos de pregrau, ofereix 465 places per al tercer grau, amb una mitjana de 15,85 candidats per escó.